# Campeonato Mundial de Natação em Piscina Curta de 2021 - 800 m livre feminino
A prova dos 800 metros nado livre feminino do Campeonato Mundial de Natação em Piscina Curta de 2021 foi disputado entre 17 e 18 de dezembro de 2021, na Etihad Arena, em Abu Dhabi, nos Emirados Árabes Unidos.

## Recordes
Antes desta competição, os recordes mundiais e do campeonato nesta prova eram os seguintes:
|                       | Nome            | Nacionalidade | Tempo   | Local  | Data                  |
| --------------------- | --------------- | ------------- | ------- | ------ | --------------------- |
| Recorde mundial       | Mireia Belmonte | Espanha       | 7:59.34 | Berlim | 10 de agosto de 2013  |
| Recorde do campeonato | Mireia Belmonte | Espanha       | 8:03.41 | Doha   | 4 de dezembro de 2014 |

Os seguintes recordes mundiais ou do campeonato foram estabelecidos durante esta competição:
| Data           | Evento | Nome       | Nacionalidade | Tempo   | Notas                 |
| -------------- | ------ | ---------- | ------------- | ------- | --------------------- |
| 18 de dezembro | Final  | Li Bingjie | China         | 8:02.90 | Recorde do campeonato |

## Medalhistas
| Ouro             | Prata                    | Bronze                  |
| Li Bingjie (CHN) | Anastasiya Kirpichnikova | Simona Quadarella (ITA) |

## Resultados

### Eliminatórias
As eliminatórias ocorreram dia 17 de dezembro com um total de 31 nadadoras.
| Colocação | Bateria | Raia | Nadadora                   | Nacionalidade              | Tempo   | Notas            |
| --------- | ------- | ---- | -------------------------- | -------------------------- | ------- | ---------------- |
| 1         | 3       | 6    | Li Bingjie                 | China                      | 8:10.08 | Q                |
| 2         | 4       | 8    | Summer McIntosh            | Canadá                     | 8:13.37 | Q, RET,          |
| 3         | 4       | 5    | Isabel Marie Gose          | Alemanha                   | 8:13.61 | Q                |
| 4         | 3       | 4    | Simona Quadarella          | Itália                     | 8:14.10 | Q                |
| 5         | 4       | 4    | Anastasiya Kirpichnikova   | Federação Russa de Natação | 8:14.53 | Q                |
| 6         | 4       | 3    | Martina Caramignoli        | Itália                     | 8:15.01 | Q                |
| 7         | 4       | 6    | Katie Grimes               | Estados Unidos             | 8:16.01 | Q, RET           |
| 8         | 3       | 3    | Anna Egorova               | Federação Russa de Natação | 8:17.03 | Q                |
| 9         | 3       | 0    | Emma Weyant                | Estados Unidos             | 8:20.65 | Q                |
| 10        | 3       | 5    | Ajna Késely                | Hungria                    | 8:21.81 | Q                |
| 11        | 3       | 7    | Viviane Jungblut           | Brasil                     | 8:24.78 |                  |
| 12        | 4       | 0    | Viktória Mihályvári-Farkas | Hungria                    | 8:24.93 |                  |
| 13        | 3       | 2    | Merve Tuncel               | Turquia                    | 8:25.02 |                  |
| 14        | 4       | 2    | Beril Böcekler             | Turquia                    | 8:27.79 |                  |
| 14        | 2       | 4    | María de Valdés            | Espanha                    | 8:28.94 |                  |
| 16        | 2       | 7    | Valentine Dumont           | Bélgica                    | 8:29.17 |                  |
| 17        | 4       | 7    | Diana Durães               | Portugal                   | 8:32.17 |                  |
| 18        | 3       | 9    | Jimena Pérez               | Espanha                    | 8:33.12 |                  |
| 19        | 4       | 9    | Gabrielle Roncatto         | Brasil                     | 8:33.81 |                  |
| 20        | 3       | 1    | Ryu Ji-won                 | Coreia do Sul              | 8:33.89 |                  |
| 21        | 4       | 1    | Han Da-kyung               | Coreia do Sul              | 8:34.14 |                  |
| 22        | 2       | 3    | Lena Opatril               | Áustria                    | 8:39.56 |                  |
| 23        | 2       | 0    | Kamonchanok Kwanmuang      | Tailândia                  | 8:39.81 | Recorde nacional |
| 24        | 2       | 5    | Delfina Dini               | Argentina                  | 8:40.55 |                  |
| 25        | 2       | 2    | Michaela Pulford           | África do Sul              | 8:41.94 |                  |
| 26        | 2       | 8    | Arianna Valloni            | San Marino                 | 8:44.10 | Recorde nacional |
| 27        | 2       | 9    | Zhanet Angelova            | Bulgária                   | 8:44.88 |                  |
| 28        | 2       | 6    | Matea Sumajstorčić         | Croácia                    | 8:49.05 |                  |
| 29        | 1       | 5    | Daniela Alfaro             | Costa Rica                 | 8:56.29 |                  |
| 30        | 2       | 1    | Eva Petrovska              | Macedônia do Norte         | 8:59.55 |                  |
| 31        | 1       | 4    | Michell Ramírez            | Honduras                   | 9:13.03 |                  |
| 32        | 1       | 3    | Talita Te Flan             | Costa do Marfim            | DNS     |                  |
| 32        | 1       | 6    | Iman Kouraogo              | Burquina Fasso             | DNS     |                  |
| 32        | 3       | 8    | Hou Yawen                  | China                      | DNS     |                  |

### Final
A final foi realizada em 18 de dezembro.
| Colocação         | Raia | Nadadora                 | Nacionalidade              | Tempo   | Notas                 |
| ----------------- | ---- | ------------------------ | -------------------------- | ------- | --------------------- |
| Medalha de ouro   | 4    | Li Bingjie               | China                      | 8:02.90 | Recorde do campeonato |
| Medalha de prata  | 6    | Anastasiya Kirpichnikova | Federação Russa de Natação | 8:06.44 |                       |
| Medalha de bronze | 3    | Simona Quadarella        | Itália                     | 8:07.99 |                       |
| 4                 | 5    | Isabel Marie Gose        | Alemanha                   | 8:08.26 |                       |
| 5                 | 7    | Anna Egorova             | Federação Russa de Natação | 8:14.84 |                       |
| 6                 | 2    | Martina Caramignoli      | Itália                     | 8:17.60 |                       |
| 7                 | 1    | Emma Weyant              | Estados Unidos             | 8:20.13 |                       |
| 8                 | 8    | Ajna Késely              | Hungria                    | 8:20.18 |                       |

Legenda
| Recorde mundial       | Recorde mundial (World record)               |                       | Recorde africano                      | Recorde africano (African) |                                           | Q | Classificado por posição (Qualified) |
| Recorde do campeonato | Recorde do campeonato (Championship record)  | Recorde da América    | Recorde da América (Americas)         | q                          | Classificado por melhor tempo (Qualified) |   |                                      |
| Melhor marca do ano   | Melhor marca do ano (World leading)          | Recorde asiático      | Recorde asiático (Asian)              | DNS                        | Não largou (Did not start)                |   |                                      |
| Recorde nacional      | Recorde nacional (National record)           | Recorde europeu       | Recorde europeu (European)            | DNF                        | Não terminou (Did not finish)             |   |                                      |
| Recorde pessoal       | Recorde pessoal do atleta (Personal best)    | Recorde da Oceania    | Recorde da Oceania (Oceania)          | DSQ / DQ                   | Desclassificado (Disqualified)            |   |                                      |
| Recorde da temporada  | Recorde da temporada do atleta (Season best) | Recorde sul-americano | Recorde sul-americano (South America) | NM                         | Sem marca (No mark)                       |   |                                      |